# Мартинш, Жорже
Жорже Мануэль Мартинш да Силва (порт. Jorge Manuel Martins da Silva; род. 12 августа 1954, Альюш-Ведруш) — португальский футболист, игравший на позиции вратаря.

## Клубная карьера
Мартинш родился в Альюш-Ведруше. Профессиональную карьеру начал в 1973 году в клубе «Баррейренсе», в котором до этого три года играл на молодёжном уровне. Сезон 1977/78 провёл в аренде за «Виторию» из Сетубала. В 1980 году перешёл в состав лиссабонской «Бенфики», в составе которой стал обладателем национальных Кубка и Суперкубка. С 1982 по 1983 года представлял цвета клуба «Фаренсе». В 1983 вернулся в сетубальскую «Виторию». Через два года вернулся в Лиссабон, чтобы подписать контракт с «Белененсешем», с которым выиграет национальный Кубок. Карьеру футболиста завершил в 1992 году, выступая в составе сетубальской «Витории».

## Карьера за сборную
Мартинш был участником чемпионата Европы 1984 года во Франции и чемпионат мира 1986 года в Мексике. На первом был запасным после Мануэля Бенту (он также был его заменой в «Бенфике»), а на втором — резервным после Мануэля Бенту и Витора Дамаша. За национальную сборную ни одного сыгранного матча не провёл.

## Личная жизнь
Мартинш получил прозвища Рэмбо и Сталлоне из-за физического сходства с американским актёром и вымышленным персонажем, которого он изображал.

## Достижения

### «Бенфика»
- Обладатель Кубка Португалии: 1980/81
- Обладатель Суперкубка Португалии: 1980

### «Белененсеш»
- Обладатель Кубка Португалии: 1988/89[3]